# Calandrinia hortiorum
Calandrinia hortiorum är en källörtsväxtart som beskrevs av Obbens. Calandrinia hortiorum ingår i släktet sidenblommor, och familjen källörtsväxter. Inga underarter finns listade i Catalogue of Life.